# Hecogenina
La hecogenina es un espirostano. Es obtenida a partir de las especies Agave sisalana, Yuccas brevifolia y del Agave fourcroydes. Según La Guía ambiental del subsector fiquero (2006) la hecogenina y tigogenina son sustancias esferoidales, sexuales y corticoides, que se usan como anticonceptivos y se consideran productos de transformación, de síntesis parcial, cuya materia prima es de origen vegetal.

## Elaboración
En la Facultad de Ingeniería Química de la UPBM (Muñoz et al., 1988), se obtuvo un método mejorado para producir sapogeninas esteroidales como la hecogenina, a partir de hojas de la planta de fique por fermentación del azúcar, fertilizantes orgánicos a partir del Nitrógeno, Potasio, Calcio y otros elementos, pulpa de papel a través de la celulosa y farmacéuticos por medio de los esteroides entre otros. En el proceso del desfibrado del fique son retiradas las fibras, quedando como subproducto fibras cortas y cutícula impregnadas en el jugo de la planta. Este material es prensado para liberar el jugo, siendo éste el constituyente de la materia prima para el aislamiento de la hecogenina (Gómez & Vanegas, 2001). El jugo de fique obtenido en la prensa separa por coladores, para retirar la cutícula y los fragmentos de fibra. El contenido de hecogenina en el jugo es bajo (apenas 0,7%). Por este motivo, la primera etapa del proceso consiste en dejar fermentar el jugo, lo que ocurre espontáneamente, para ello el jugo es trasladado a toneles de fermentación. El proceso fermentativo dura aproximadamente siete días, pudiendo ser reducido si las condiciones climáticas son favorables. Deben evitarse las fermentaciones secundarias, pues disminuyen el contenido de las sapogeninas. La fermentación causa la precipitación de las geninas, principalmente en la forma de mono y di- glicósidos. El precipitado de las geninas hidrolizadas parcialmente se deposita en el fondo del recipiente constituyendo éste procedimiento una manera natural de concentrar el material que contiene las sapogeninas. Este depósito representa cerca de 1/7 del volumen original del jugo y contiene cerca del 80% de la sapogeninas originalmente presentes. El 20% restante está en el sobrenadante, que es desechado. La diferencia de coloración entre las dos capas (superior amarilla verdosa y la inferior- verde oscuro) permite eliminar o disponer el sobrenadante sin riesgo a perder las sapogeninas (Gómez & Vanegas, 2001) Cabe mencionar que el jugo de fique ejerce efecto corrosivo, por este motivo los recipientes de fermentación deben ser revestidos internamente por materiales como resinas tipo epoxi. Ministerio de Ambiente, Vivienda y Desarrollo Territorial, Ministerio de Agricultura y Desarrollo Rural de Colombia, Departamento Nacional de Planeación. Guía Ambiental del Subsector Fiquero de Colombia.

## Usos
Según Ciencia y Tecnología para la competencia del sector Agropecuario. Biotrasformación de compuestos esteroidales presentes en el jugo de Fique. Ministerio de Agricultura y Desarrollo Rural de Colombia. 2010. Para mitigar los efectos perjudiciales de la contaminación con jugo de fique se ha investigado la elaboración de esteroides y compuestos intermediarios de síntesis, a partir de la hecogenina, tigogenina y sitosterol, para ser utilizados en la industria para la producción de diuréticos, andrógenos, anabólicos, estrógenos y anticonceptivos, entre otros.
En el jugo de Fique se encontró un contenido de glucosa de 11.02 g/L, fructosa 28.37g/L, sacarosa 1.73g/L, saponinas 4.48 g/kg, calcio 1226.91mg/L, magnesio 141.52 mg/L. Se encontraron 11 compuestos esteroidales mayoritarios con tiempos de retención entre 53.00 min y 65.min. 
Los jugos y el bagazo de la planta de fique (Furcraea macrophilla) de la familia de las plantas para el proceso del tequila en México; utilizada en Colombia en la elaboración artesanal de cuerdas y sacos de embalaje, contienen una gran concentración de dos sustancias muy demandadas por la industria farmacéutica, según un estudio del departamento de Química de la Universidad Nacional de Colombia y de la Corporación Colombiana de Investigación Agropecuaria.
La hecogenina y la tigogenina, presentes en partes desechables del fique, se utilizan en un centenar de medicamentos contra problemas dermatológicas, renales, cerebrales y hormonales, también es una sustancia utilizada como precursor de hormonas para el control de la natalidad.
La firma Kunming Hecogenin Research de China es una de las principales desarrolladoras de los derivados de la Hecogenina. 
La presencia de un grupo cetónico en posición 12, posibilita su uso como materia prima en la síntesis de cortisona.

## Otras fuentes botánicas
- Agave americana[3]